# ویلی گروین
ویلی گروین (دانمارکی: Willy Gervin; ۲۸ نوامبر ۱۹۰۳ – ۸ ژوئیهٔ ۱۹۵۱) دوچرخه‌سوار اهل دانمارک بود.
وی در مسابقات کشوری و بین‌المللی در مجموع برندهٔ ۱ مدال برنز شده‌است.